# 보령남로
보령남로(Boryeongnam-ro)는 충청남도 보령시 대천동 수청사거리에서 보령시 남포면 남포사거리를 잇는 충청남도의 도로이다. 

## 주요 경유지
충청남도
- 보령시 (대천동 . 남포면)

## 노선
| 이름          | 접속 노선                | 소재지        | 소재지        | 비고          |
| 중앙로와 직결 | 중앙로와 직결            | 중앙로와 직결 | 중앙로와 직결 | 중앙로와 직결 |
| ------------- | ------------------------ | ------------- | ------------- | ------------- |
| 수청사거리    | 국도 제36호선 (대해로)   | 보령시        | 대천동        |               |
| (이름없음)    | 국도 제40호선 (성주산로) | 보령시        | 대천동        |               |
| 명천삼거리    | 명해로                   | 보령시        | 대천동        |               |
| 창동삼거리    | 창동3길                  | 보령시        | 남포면        |               |
| 남포삼거리    | 충서로                   | 보령시        | 남포면        |               |

## 주요 시설및 건물
- 한내초등학교 (보령남로 39/명천동 431)
- GS칼텍스 동일주유소 (보령남로 100/명천동 600-2)
- CU 보령한내점 (보령남로 104/명천동 599-3)
- 이마트24 보령남포로드점 (보령남로 213/창동리 570-1)
- 보령시보건소 (보령남로 234/봉덕리 39-1)
- 보령종합경기장 (보령남로 343/창동리 636-1)
- 이마트24 보령종합경기장점 (보령남로 353/옥동리 333-6)